# Just a Kiss (2004)
Just a Kiss ist ein britischer Liebesfilm von Ken Loach aus dem Jahr 2004.

## Handlung
Die Familie Khan kommt aus Pakistan, doch lebt sie bereits seit 40 Jahren in Großbritannien. Tariq und Sadia haben drei Kinder: Die älteste Tochter Rukhsana hat studiert und wird möglicherweise in Kürze den promovierten Amar heiraten. Der einzige Sohn Casim ist ebenfalls studierter Buchhalter, verdient sich sein Geld jedoch als DJ und hofft, mit seinem Freund Hammid eine eigene Disko eröffnen zu können. Seine Eltern haben für ihn die Heirat mit seiner Cousine Jasmine vorgesehen, die in einigen Wochen stattfinden soll. Nach ihrem Willen wird Casim auch danach weiterhin bei der Familie wohnen, so plant sein Vater eine Erweiterung seines Hauses um einen Anbau mit Räumen für die zukünftige Familie. Die jüngste Tochter Tahara wiederum geht noch zur Schule, träumt jedoch davon, Journalismus zu studieren. Während Rukhsana streng nach muslimischem Glauben lebt und auch bereit ist, die von den Eltern geplante Ehe mit Amar einzugehen, versuchen sich Casim und Tahara, langsam von den Eltern zu lösen.
Als Tahara eines Tages von Klassenkameraden belästigt wird, verfolgt sie sie aufgebracht durch die gesamte Schule. Casim eilt hinter ihr her, und am Ende landen alle im Musikraum von Roisin Hanlon, die gerade Gesangsstunden gibt. In dem Chaos geht eine Gitarre zu Bruch. Am nächsten Tag bringt Casim Roisin, die ihm sofort aufgefallen war, eine neue Gitarre und fährt Roisin nach Hause, wobei sie sich vor Leuten, die Casim kennen könnten, im Wagen verstecken muss. Mit Freunden organisiert er später einen Klaviertransport für sie und lädt sie schließlich ein, mit ihm auszugehen. Sie willigt ein. In der Disko sieht Casim seine kleine Schwester und ist aufgebracht. Was er darf, ist ihr verboten: Er schickt sie nach Hause. Casim und Roisin enden in ihrer Wohnung und verbringen die Nacht zusammen.
Roisin, die bisher halbtags als Musiklehrerin gearbeitet hat, wird eine Vollzeitstelle an ihrer katholischen Schule angeboten. Sie könnte sie nach den Sommerferien antreten und muss dafür nur noch eine Unbedenklichkeitserklärung ihres Gemeindepfarrers vorlegen. Roisin geht hochgestimmt in die Sommerferien und bucht spontan einen mehrtägigen Aufenthalt in Spanien, zu dem sie Casim mitnimmt. Er behauptet vor der Familie, er müsse beruflich nach London. Die Tage in Spanien verlaufen harmonisch und voller Liebe, doch gesteht Casim Roisin nach einiger Zeit, dass er nach dem Willen der Eltern seine Cousine heiraten muss. Roisin ist verletzt, glaubt sie doch, dass er in ihr nur ein Abenteuer gesehen hat. Casim hinterfragt seine Gefühle zu Roisin und entschließt sich, die geplante Heirat aufzulösen, auch wenn er damit den Familienfrieden gefährdet. Zurück in Glasgow eröffnet Rukhsana ihm, dass sie sich mit Amar verlobt hat. Casim bespricht sich mit seinem Freund Hammid, der ihm davon abrät, eine Beziehung mit Roisin zu beginnen, würde er doch so seine Familie zerstören. Casim trennt sich von Roisin.
Casim erlebt kurz darauf, wie sein Vater Tahara verbietet, ein Journalistikstudium in Edinburgh aufzunehmen, soll sie doch wie ihre Geschwister in Glasgow studieren. Casim stellt sich einsilbig auf die Seite der Eltern und wird von Tahara als Heuchler beschimpft. Als sie gegangen ist, stellt sich Casim auf Taharas Seite und teilt seiner Mutter mit, dass er nicht heiraten werde. Am gleichen Tag zieht er aus der elterlichen Wohnung aus und kommt bei Hammid unter. Er trifft Roisin später zufällig in einem Café, doch weicht sie ihm aus. Sie erfährt später von Tahara, dass Casim nicht heiraten wird und ausgezogen ist. Sie nimmt die Beziehung zu ihm wieder auf und er wohnt nun bei ihr.
Kurz vor Beginn des neuen Schuljahres will sich Roisin beim Gemeindepriester die Unbedenklichkeitserklärung holen. Der Priester verweigert die Erklärung, da er erfahren hat, dass Roisin mit einem Moslem zusammenlebt und mit ihm außerehelichen Geschlechtsverkehr hat. Da Roisin nicht geschieden ist, gilt sie für die katholische Kirche zudem noch als Ehefrau. Roisin ist auf die Gesellschaft und die Engstirnigkeit des Priesters wütend, erhält die Vollzeitstelle jedoch auch ohne die Erklärung, da der Schulleiter ihre Liebesbeziehung als Privatsache ansieht. Die Familie Khan und die gesamte muslimische Gemeinde haben unterdessen von der Beziehung Casims zu Roisin erfahren. Die Familienehre ist zerstört, was unter anderem dazu führt, dass Amars Familie die Verlobung zu Rukhsana auflöst. Die sucht Roisin auf und bittet sie, Casim zu verlassen, doch Roisin lehnt ab. Roisin wiederum wird mitgeteilt, dass sie von der Schulbehörde über den Kopf ihres Schulleiters hinweg mit sofortiger Wirkung an eine konfessionslose Schule zwangsversetzt wurde. Für sie bricht eine Welt zusammen. Als Casim aufgrund beruflicher Verpflichtungen nicht bei ihr bleiben kann, sperrt sie ihn aus der gemeinsamen Wohnung aus. Am nächsten Tag versucht Casim vergeblich, sie telefonisch zu erreichen. Seine Mutter hatte ihn zu erreichen versucht, und weil er bei einem Anruf zu Hause kurz Tahara am Apparat hatte, der Anruf jedoch unterbrochen wird, fährt er zum Haus seiner Eltern. Rukhsana bittet unterdessen Roisin in ihren Wagen, weil sie ihr etwas zeigen will. Sie fährt sie zum Haus der Familie Khan. Hier sieht Roisin, wie Casim einer jungen Frau vorgestellt wird. Es handelt sich um Jasmine, die ohne Casims Wissen nach Glasgow eingeflogen wurde. Rukhsana berichtet Roisin, dass die Verlobung nie aufgelöst wurde, und Roisin flieht verzweifelt. Casim wiederum ist empört, dass seine Eltern Jasmines Familie nie etwas von seinem Entschluss erzählt haben und ihn nun zur Heirat zwingen wollen. Tahara gelingt es, Casim von Roisins Anwesenheit zu unterrichten und er eilt ihr nach. Dass sein Vater droht, ihn zu verstoßen, ist ihm egal. Auch Tahara hat nun den Mut, auf ihrem Studium in Edinburgh zu bestehen. Sie wird zudem in jedem Fall den Kontakt zu Casim aufrechterhalten.
Casim sucht den ganzen Tag nach Roisin und trifft sie schließlich zu Hause an. Sie befürchtet, dass er seine Sachen packen wird, doch macht er ihr klar, dass er bleiben wird – und zwar bis ins hohe Alter.

## Produktion
Just a Kiss wurde in Glasgow und in Nerja, Málaga, gedreht. Der Film erlebte am 13. Februar 2004 auf der Berlinale seine Premiere und kam am 17. September 2004 in Großbritannien in die Kinos. In Deutschland lief der Film am 11. November 2004 an. Im Jahr 2005 erschien er auf DVD.
Der Original-Filmtitel geht auf das Lied Ae Fond Kiss von Robert Burns zurück, das im Film gesungen wird.

## Kritiken
„Mit der genau beobachteten Milieu- und Mentalitätsstudie erweist sich Ken Loach einmal nicht als schonungsloser Kritiker ökonomischer Ungerechtigkeit, sondern er erzählt mit Feingefühl und Humor über soziale und kulturelle Spannungen“, schrieb der film-dienst, und nannte Just a Kiss eine „berührende ‚Romeo-und-Julia‘-Geschichte“.
Cinema hob die Leistung des Regisseurs Ken Loach hervor, der „mit dieser rauen wie anrührenden Geschichte einer verbotenen Liebe Höchstform [beweist]. Mitreißendes Kino für Herz und Hirn.“ Der Spiegel lobte den Film, der das Herz wärme, und fasste zusammen: „Wenn der Proleten-Filmer Loach eine so beschwingte Romanze hinkriegt, kann Ingmar Bergman auch ‚Die Hard 4‘ drehen.“

## Auszeichnungen
Auf der Berlinale 2004 erhielt der Film den Preis der Gilde deutscher Filmkunsttheater sowie den Preis der Ökumenischen Jury. Der Film lief zudem im Wettbewerb um den Goldenen Bären.
Auf der Semana Internacional de Cine de Valladolid gewann Ken Loach 2004 für Just a Kiss den Publikumspreis. Der Film lief zudem im Wettbewerb um die Goldene Ähre. Bei den British Independent Film Awards erhielt der Film drei Nominierungen. Paul Laverty war 2004 in der Kategorie Bestes Drehbuch für einen Europäischen Filmpreis nominiert. Bei den Irish Film and Television Awards wurde Eva Birthisle mit dem IFTA Award als Beste Darstellerin ausgezeichnet.
Im Jahr 2005 gewann Just a Kiss einen César als Bester europäischer Film. Er teilte sich den Preis mit Emir Kusturicas Das Leben ist ein Wunder. Eva Birthisle wurde bei den London Critics’ Circle Film Award mit dem Preis in der Kategorie Beste britische Darstellerin ausgezeichnet. Der Film war für drei weitere ALFS-Awards nominiert.